# メゼニ川
座標: 北緯65度59分10秒 東経44度03分45秒 / 北緯65.98611度 東経44.06250度

メゼニ川の流域

メゼニ川（メゼニがわ、ロシア語: Мезень、コミ語: Мозын、Mezen）は、ロシアのコミ共和国ウドルスキー地区とアルハンゲリスク州レシュコンスキー地区およびメゼニスキー地区を流れる川。白海のメゼニ湾に河口がある。ヨーロッパ・ロシア最大の川のひとつで、全長は857km、流域面積は7.8万平方km。主要な支流にボルシャヤ・ロプチュガ川（左岸）、ピッサ川（左岸）、メゼニスカヤ・ピズマ川（右岸）、スラ川（右岸）、キマ川（右岸）、ヴァシュカ川（左岸）、キムザ川（左岸）、ピョザ川（右岸）がある。
アルハンゲリスク州東部と北東部、コミ共和国西部の広大な地域を流域とする。メゼン町、ウソゴルスク都市型集落、カメンカ都市型集落、それにウドルスキー地区の行政の中心であるコスラン村はみなメゼニ河岸に位置する。レシュコンスキー地区の行政の中心であるレシュコンスコエ村はメゼニ川との合流点から数キロ上流のヴァシュカ河岸にあるが、渡し舟がメゼニ川右岸まで運航されている。
水源は、北ウラル山脈西部のコミ共和国のティマン丘陵にある。はじめ南西に流れた後、急激に北西へ向きを変える。上流部は丘陵のなかを通る。北極圏のわずか南にあたるメゼニの近くで、白海のメゼニ湾にそそぐ。ピョザ川が河口付近で東から合流する。
航行可能なのはコスラン村までであるが、渡し舟を除いて定期旅客航路はない。

## 歴史
この地域には元々フィン＝ウゴル系民族が住み着いていたが、のちノヴゴロド公国の植民地となった。13世紀にはすでに、ノヴゴロドの商人が白海に到達していた。ノヴゴロドの商人はメゼニ川を、毛皮を産する魅力的なペチョラ川流域への交易路として利用した。北ドヴィナ川からピネガ川をさかのぼり、クロイ川へ船を陸越えした。そしてクロイ川からメゼニ川に入った。航路は東のピョザ川に続き、再び陸越えしてツィルマ川からペチョラ川に至った。
北ドヴィナ川から向かうもうひとつのルートは、プクシェンガ川を遡行してポクシェンガ川を下り、ピネガ川に至るものである。ピネガ川から商人はエズガ川、ジリャンスカヤ・ヴァシュカ川、ヴァシュカ川を経てメゼニ川にたどり着いた。
ノヴゴロド公国の滅亡後、この地域はモスクワ大公国の一部となった。メゼン河岸で初めてのロシアの通年の入植地は、16世紀のユロマ（1513年）とコイナス（1554年）である。現在のレシュコンスキー地区辺りの中流部で、ロシア文化とコミ文化が最も混淆した。現在のメゼニスキー地区にあたる下流部はロシアが支配していたが、一方で現在のウドルスキー地区にあたる上流部はコミが支配していた。